# Lindesnes

Lägeskarta

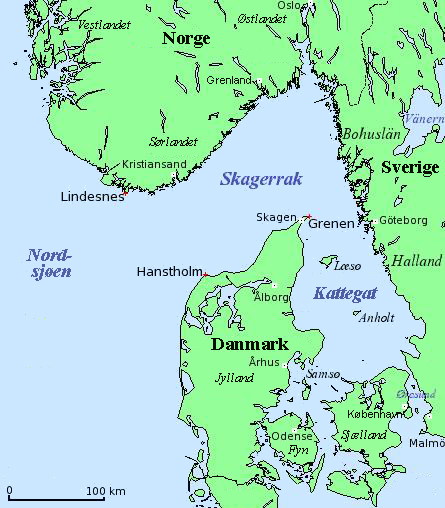
Områdeskarta

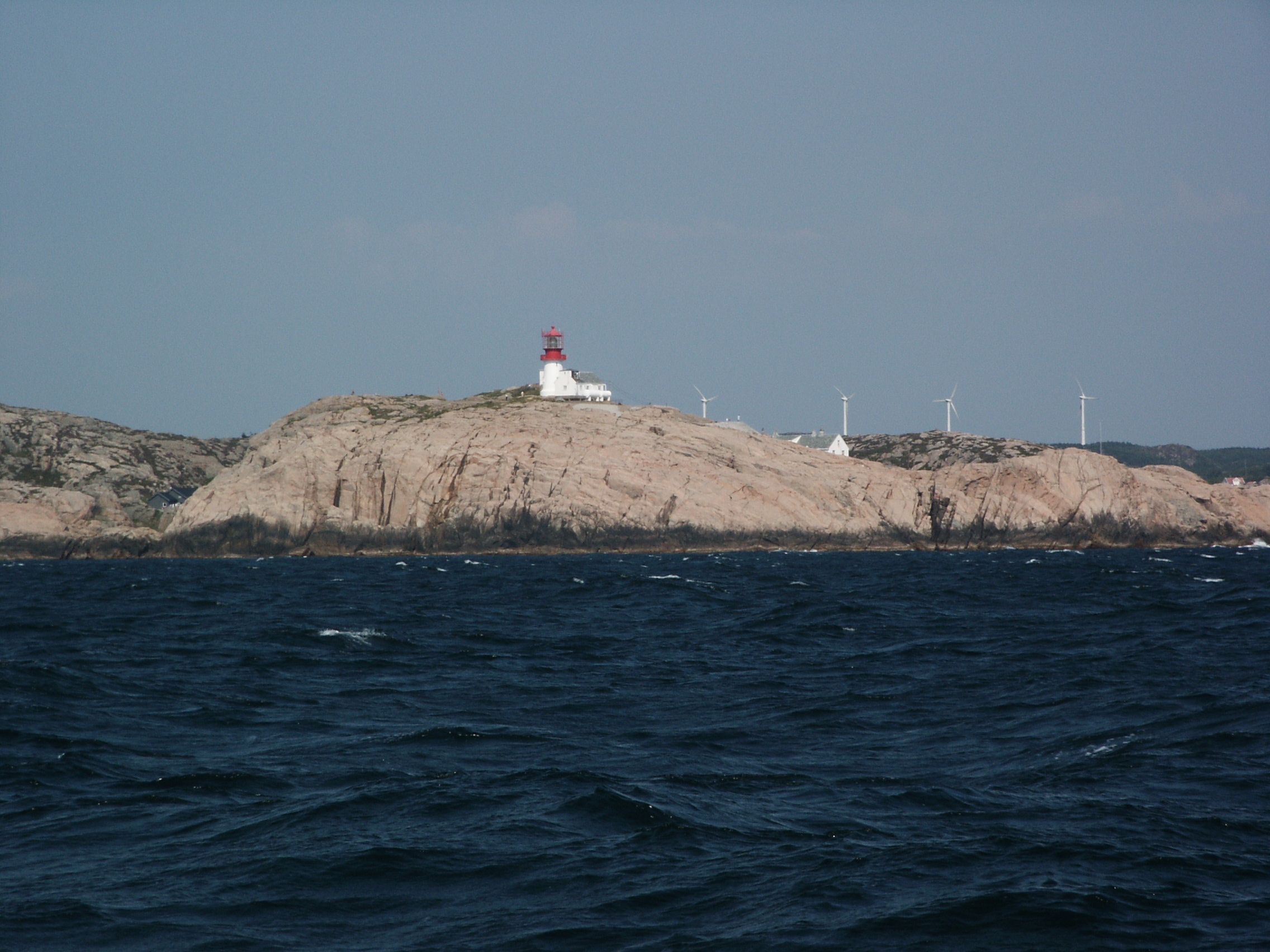
Lindesnes fyr

Lindesnes är en halvö i södra Norge. Neset, halvöns södra udde, är den sydligaste platsen på Norges fastland och en av Norges ytterpunkter. Norges sydligaste punkt är Pysen som är en ö i Mandals kommun

## Geografi
Lindesnes udde ligger vid Skagerrak cirka 20 kilometer sydväst om huvudorten Vigeland och endast cirka 25 kilometer väster om Odden.
På udden finns även den cirka 16 meter höga fyren Lindesnes fyrstasjon.
Förvaltningsmässigt ingår området i Lindesnes kommun i Vest-Agder fylke.

## Historik
År 1655 uppfördes den första fyrstationen på udden, vilket gör fyren till den äldsta i Norge. Nuvarande torn uppfördes 1916 och har renoverats flera gånger sedan dess.
År 2005 började byggandet av Spangereidkanalen som invigdes 2007. Fram till dess ansågs Lindesnes vara Norges sydligaste fastlandspunkt. 
Därefter har titeln debatterats utifrån definitionen av ö. År 2008 meddelade "Statens Kartverk" att Lindesnes tills vidare skulle betraktas som den sydligaste platsen, tills man kom fram till en slutlig definition.
År 2009 fastslog Statens Kartverk formellt att Lindesnes även fortsättningsvis var norska fastlandets sydligaste punkt. Det beror på att man ska bortse från människoskapade företeelser när man beräknar sydligaste plats, högsta berg och så vidare. Det finns norska oljeplattformar i Nordsjön långt söder om Lindesnes och Pysen, till exempel Ekofisk.

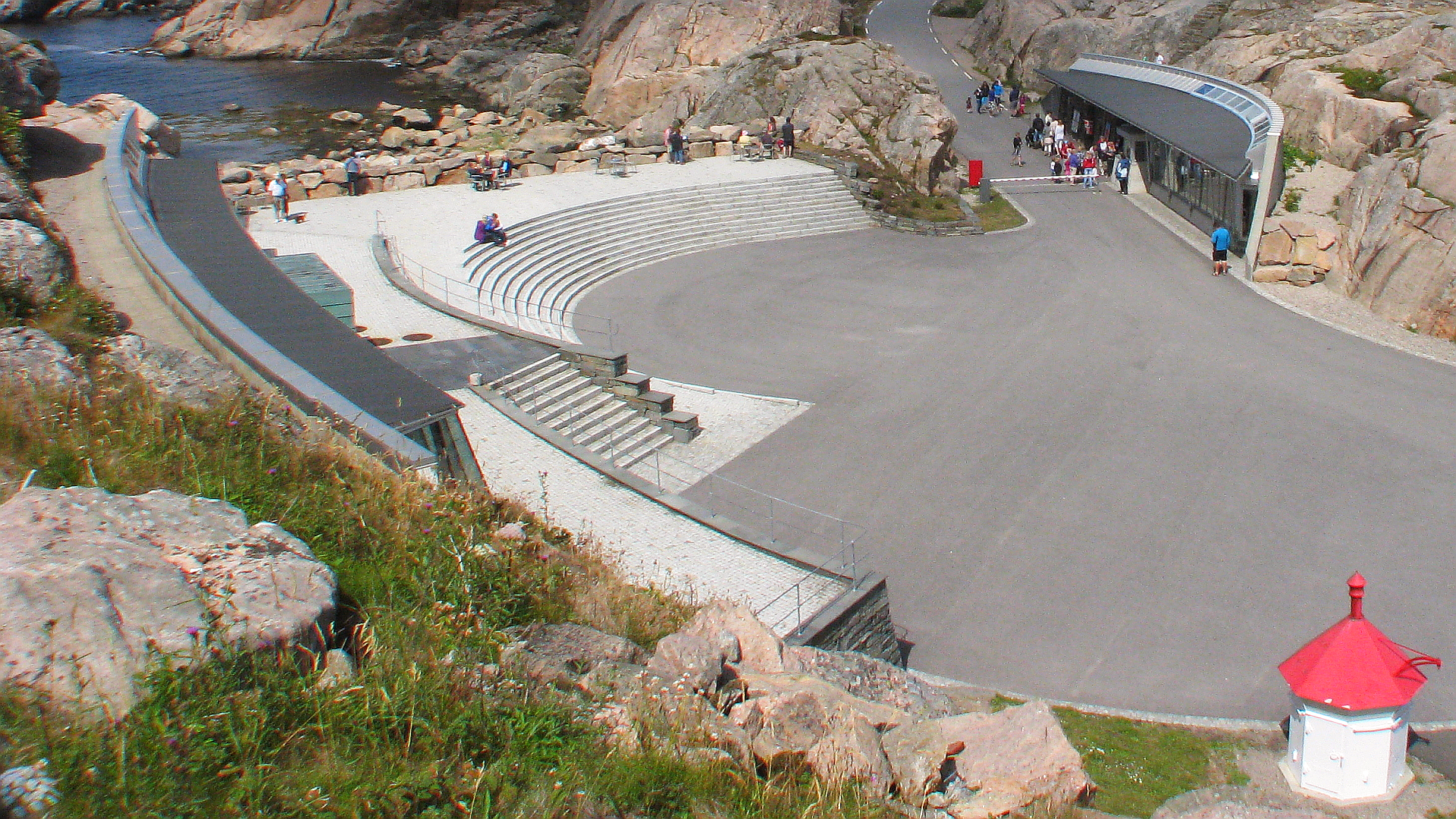
Lindesnes Fjellhallen (Millenium-Fjellhallen 2000-2004)